# Hlasivo
Hlasivo (německy Groß Hlasiwo) je obec v okrese Tábor v Jihočeském kraji. Žije v ní 135 obyvatel. Severně od obce pramení potok Mindlovka, který je levostranným přítokem řeky Blanice.

## Historie
První písemná zmínka o obci pochází z roku 1316.

## Obyvatelstvo
| Rok            | 1869 | 1880 | 1890 | 1900 | 1910 | 1921 | 1930 | 1950 | 1961 | 1970 | 1980 | 1991 | 2001 | 2011 | 2021 |
| -------------- | ---- | ---- | ---- | ---- | ---- | ---- | ---- | ---- | ---- | ---- | ---- | ---- | ---- | ---- | ---- |
| Počet obyvatel | 761  | 766  | 724  | 668  | 680  | 621  | 530  | 378  | 341  | 289  | 266  | 201  | 174  | 168  | 140  |
| Počet domů     | 96   | 97   | 106  | 104  | 98   | 99   | 99   | 97   | 94   | 87   | 81   | 103  | 100  | 102  | 97   |

## Obecní správa
Mezi lety 1850–1980 bylo Hlasivo obcí v okrese Tábor. Od 1. července 1980 do 31. prosince 1991 patřilo jako část města k Mladé Vožici a od 1. ledna 1992 je opět samostatnou obcí.

### Části obce

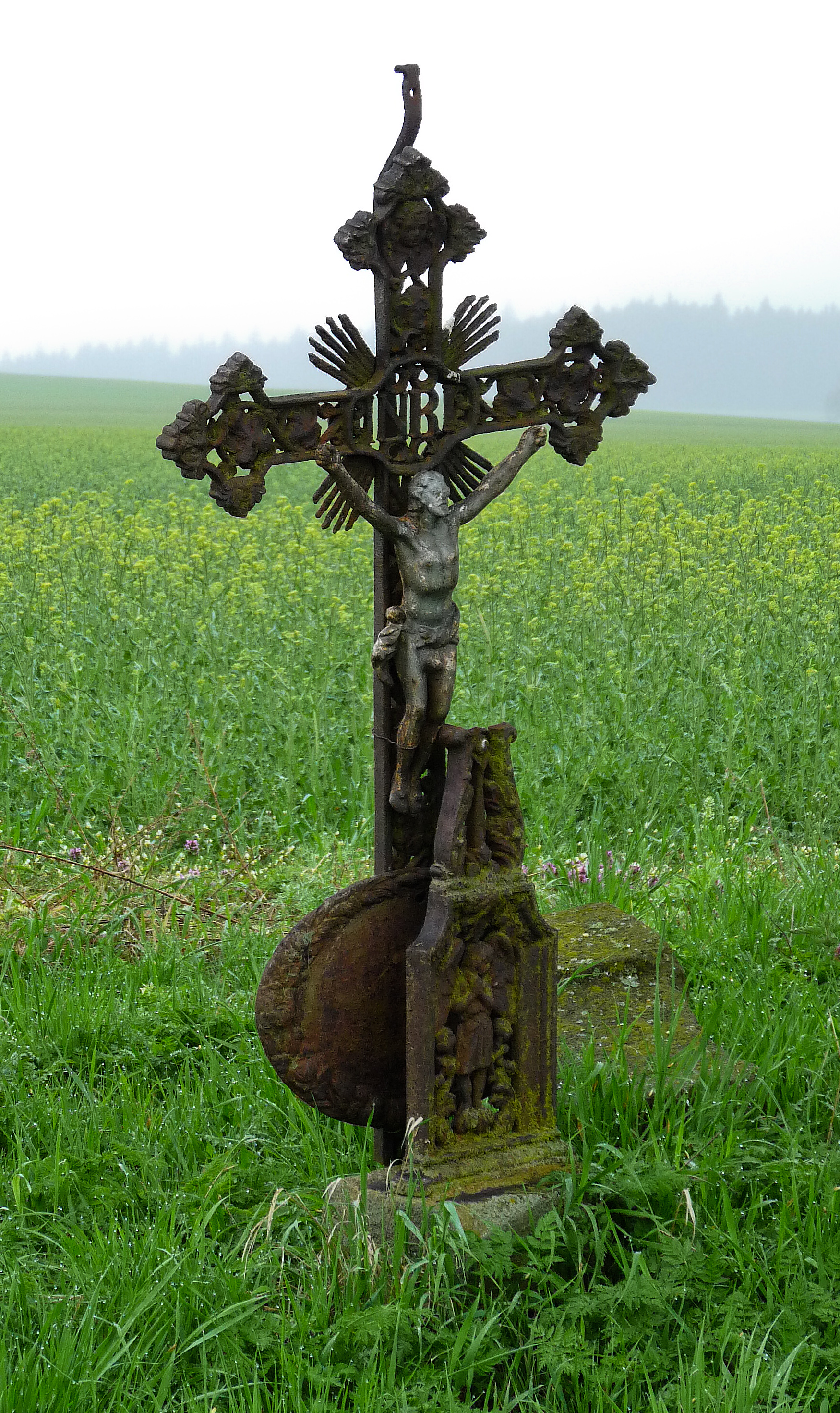
Křížek u silnice k Rašovicím

- Hlasívko
- Hlasivo
- Rašovice
- Temešvár

## Pamětihodnosti
- Kostel Narození Panny Marie
- Památník padlým v první světové válce, obětem z Hlasiva, Rašovic a Staré Vožice
- Hřbitovní kaple
- Usedlost čp. 15